# Миене
Миенето, измиването, прането са начини на чистене с вода и често някакъв вид сапун или препарат за почистване. Измиването е същностна част от добрата хигиена и здраве. Хората обикновено се мият (къпят или по-често мият ръцете си) периодично на мивка, душ или баня, мият – перат – дрехите си и мият – чистят – вещите и уредите от бита и местоработата, с което поддържат хигиена.